# Frostkåge
Frostkåge – miejscowość (tätort) w Szwecji, w regionie administracyjnym (län) Västerbotten, w gminie Skellefteå.
Według danych Szwedzkiego Urzędu Statystycznego liczba ludności wyniosła: 224 (31 grudnia 2018) i 221 (31 grudnia 2019).